# شبکه عصبی کشت‌یافته
شبکه عصبی کشت‌یافته (به انگلیسی:cultured neuronal network) یک کشت سلولی از نورون‌ها است؛ که به عنوان مدلی برای مطالعه سیستم عصبی مرکزی به ویژه مغز استفاده می‌شود. اغلب، شبکه‌های عصبی کشت‌یافته‌شده به یک دستگاه دارای ورودی/خروجی مانند multi-electrode array (MEA) متصل می‌شوند، بنابراین امکان ارتباط دو طرفه بین محقق و شبکه فراهم می‌شود. این مدل ابزار ارزشمندی برای دانشمندانی است که اصول اساسی یادگیری عصبی، حافظه، انعطاف‌پذیری عصبی، اتصال و پردازش اطلاعات را مطالعه می‌کنند.